# ГЕС Оксла
ГЕС Оксла — гідроелектростанція на півдні Норвегії за сім з половиною десятків кілометрів на південний схід від Бергену. Знаходячись після ГЕС Tysso II, становить нижній ступінь гідровузла у сточищі річки Tysso, котра тече до Sorfjorden (протяжна південна затока Гардангер-фіорду).
У 1908—1918 роках на ГЕС Tysso I стали до ладу 15 турбін типу Пелтон загальною потужністю 100 МВт, які отримували ресурс з озера Vetlavatnet та використовували напір у 400 метрів. Для забезпечення цього енергетичного об'єкта ресурсом дещо вище по течії Tysso створили велике водосховище Рінгдалсватнет, яке утримувала мурована гребля. Первісно споруда мала висоту 16 метрів та довжину 280 метрів, проте вже у 1918-му була нарощена до висоти 33 метри при довжині 529 метрів та ширині від 4 (по гребеню) до 22 (по основі) метрів. А в 1938-му на ділянці між Рінгдалсватнет та Vetlavatnet постала ГЕС Skjeggedal, котра працювала з напором у 30 метрів. Також варто відзначити, що з 1956-го до Vetlavatnet почав надходити ресурс, відпрацьований ГЕС Mågeli (29 МВт), котра живиться із Mågelielvi (права притока Tysso).
Введена в експлуатацію у 1980 році ГЕС Оксла використала все падіння між Рінгдалсватнет та фіордом, замінивши таким чином станції Skjeggedal і Tysso I. Її дериваційний тунель починається на такій відмітці, яка дозволяє здреновувати водосховище значно нижче за природний рівень, так що наразі водойма має припустиме коливання води між позначками 373,1 та 465 метрів НРМ. При площі у 7 км2 це забезпечує корисний об'єм 407 млн м3, з яких лише 201 млн м3 отримують за рахунок створеного греблею підпору.
Задля використання ресурсу відпрацьованого станцією Mågeli колишню ГЕС Skjeggedal перетворили на насосну станцію потужністю 2,6 МВт, котра здатна перекачувати 4,6 м3/сек з Vetlavatnet до Рінгдалсватнет та споживає 14 млн кВт·год електроенергії на рік.
Згаданий вище дериваційний тунель починається на лівобережжі Tysso, проте після Vetlavatnet проходить під її річищем та далі прямує у правобережному гірському масиві. Ця траса довжиною близько 3,5 км подає ресурс до підземного машинного залу. Основне обладнання станції становить одна турбіна типу Френсіс потужністю 206 МВт, яка використовує напір у 450 метрів та забезпечує виробництво 973 млн кВт·год електроенергії на рік.
Відпрацьована вода по тунелю довжиною менше за кілометр відводиться до Sorfjorden.